# Othmar Commenda
Othmar Commenda (29. května 1954, Wels) je bývalý rakouský důstojník a náčelník generálního štábu ozbrojených sil od května 2013 do 30. června 2018.

## Život
Po vojenské službě v roce 1975 absolvoval Commenda důstojnický výcvik na Tereziánské vojenské akademii (třída Pasubio) a od roku 1979 byl nasazen jako velitel čety a roty u 14. tankového praporu ve Welsu. Na přelomu roku 1983/84 byl Commenda velitelem roty 3Kp při OSN (UNDOF) v Sýrii.
Commenda absolvoval výcvik generálního štábu na Národní akademii obrany, který ukončil v roce 1988 s vyznamenáním. V roce 1996 strávil plukovník Commenda rok na United States Army War College (USAWC) v Carlisle, kde získal titul Masters in Strategic Studies. V roce 1999 absolvoval Commenda kurz vyššího managementu na Velitelské a štábní akademii Bundeswehru v Hamburku.
Od roku 1988 do roku 1991 byl Commenda hlavním učitelem pro taktiku na Národní akademii obrany ve Vídni. V roce 1992 byl Commenda pověřen vedením armádního průzkumného praporu v Mistelbachu (Dolní Rakousy). V roce 1994 se stal náčelníkem štábu a zástupcem velitele 3. brigády tankových granátníků v Mauternu nad Donau. Poté byl zapojen do zahraničního cvičení Družstevní stráž 99 Partnerství pro mír v Česku a od roku 2000 byl zástupcem vedoucího odboru vojenské politiky Generální inspekce vojsk Spolkového ministerstva národní obrany. V letech 1996 až 2000 zastával Commenda hodnost plukovníka a byl velitelem 15. kurzu generálního štábu.
Brigádní generál Commenda byl od roku 2001 vedoucím štábního odboru kabinetu ministra obrany a od roku 2003 řídil kabinet spolkového ministra národní obrany. V letech 2003/2004 byl generálmajor Commenda pověřen řízením projektového řízení Spolkové komise pro reformu armády a od roku 2004 byl odpovědný za restrukturalizaci rakouských ozbrojených sil pod vedením spolkového ministra Günthera Plattera jako vedoucího managementu ÖBH 2010.
V roce 2008 jmenoval ministr obrany Norbert Darabos generálporučíka Commendu zástupcem náčelníka generálního štábu. Commenda byl dočasným náčelníkem generálního štábu od odvolání Edmunda Entachera dne 24. ledna 2011 až do 8. listopadu 2011. V květnu 2013 se stal náčelníkem generálního štábu a byl povýšen na generála. Po jeho odchodu do důchodu na konci června 2018 jej v červenci 2018 nahradil Robert Brieger.